# Skarbiec Katedralny na Wawelu

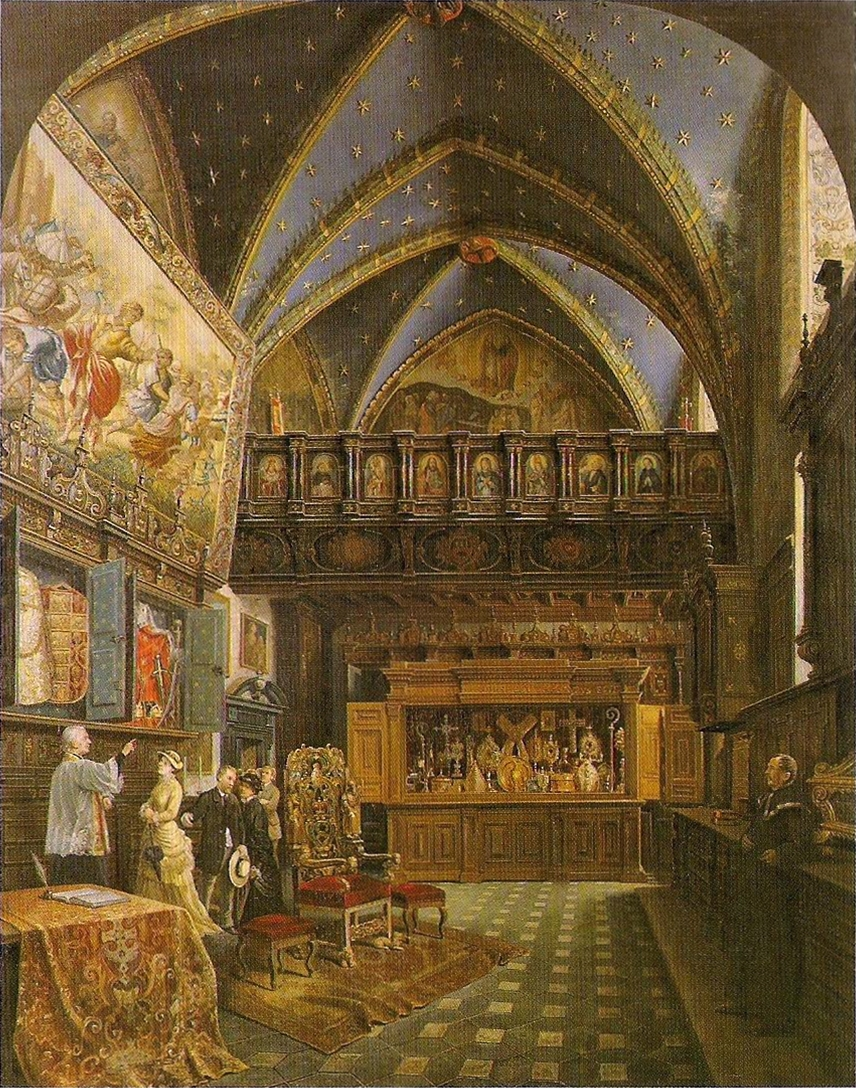
Wnętrze skarbca w 1883 roku, według obrazu Saturnina Świerzyńskiego

Skarbiec Katedralny na Wawelu – budynek wchodzący w skład zespołu archikatedralnego bazyliki wawelskiej, mieszczący wewnątrz zabytkowe utensilia, paramenty liturgiczne, regalia, klejnoty i pamiątki historyczne.

## Dzieje
Skarbiec katedralny już od średniowiecza wzbogacał się o rozmaite przedmioty, będące cennymi dziełami sztuki, darowanymi przez nie tylko działającą przy katedrze kapitułę, lecz także kolejnych biskupów lub władców. O bogactwie skarbca i jego klejnotach świadczą zachowane inwentarze. Najstarszy z nich spisano w 1101 z inicjatywy biskupa Czasława. Uwzględniono tu 303 dzieła, w tym vasa sacra (kielichy) i vasa non sacra (krzyże, relikwiarze, wiszące świeczniki, kandelabry). Kolejny inwentarz spisano za biskupa Maurusa w 1110, a uwzględniono w nim także zbiory biblioteki katedralnej. Następna wzmianka, z 1262, uwzględnia sześć kielichów, w tym jeden ze złota. Do założenia za czasów Władysława Łokietka skarbca koronnego insygnia królewskie mieściły się w skarbcu katedralnym. Od 1453, za czasów biskupa Zbigniewa Oleśnickiego, realizowano statut, w którym każdy pełniący funkcję biskupią miał uposażyć katedrę w złoty kielich. Nieznana jest pierwotna lokalizacja skarbca katedralnego. Obecny, sąsiadujący z wieżą Zygmuntowską budynek powstał 1488-1500 jako fundacja biskupia Jana Rzeszowskiego. Ma formę jednonawową, składa się z trzech przęseł nakrytych sklepieniem krzyżowo-żebrowym. Zachowały się pierwotne wsporniki i zworniki oraz na zewnątrz kamienne herby zdobiące ceglany szczyt wschodni o układzie schodkowym.
O kolejnych spisach zasobów wiemy od XVI wieku. Nie zachował się inwentarz z 1501, kolejny spisało w 1563 dwóch autorów: zasoby skarbca i biblioteki spisał ks. Walenty Brzostowski, nie wiemy kto jest autorem drugiej części inwentarza, dotyczącego wyposażenia kaplic katedralnych. Źródła te pokazują bogactwo świątyni (m.in.  ponad 120 kielichów, 170 krzyży, 150 świeczników, 600 szat liturgicznych). Inwentarz otwierał nie zachowany do dziś szczerozłoty krzyż relikwiarzowy z daru Kazimierza Wielkiego (przerobiony za Zygmunta Starego), kolejne złote krzyże (po kardynale Fryderyku Jagiellończyku, Hińczy z Rogowa, krzyż z herbami ze Stopnicy oraz zachowany krzyż z koron). Przez wieki skarbiec pełnił także funkcję  tezauryzacyjną - dzieła ze złota lub srebra ulegały wielokrotnie spieniężeniu na cele pokojowe (m.in. remonty) lub wojenne. Zawartość skarbca kilkakrotnie doznawała uszczerbku. Pierwszy raz w wyniku potopu szwedzkiego, pomimo starannej ewakuacji najcenniejszych pamiątek zainicjowanej przez biskupa Piotra Gembickiego, pozostawiona część skarbca oraz katedra były trzykrotnie łupione przez Szwedów, ponadto na cele wojenne przetapiano argenteria, m.in. kielichy po Zbigniewie Oleśnickim, Fryderyku Jagiellończyku (także jego pastorał) i Tomaszu Strzępińskim. W XVIII wieku miały miejsce kolejne rabunki, kontrybucje lub przetopienia klejnotów, najpierw przez Szwedów, którzy podczas wojny północnej zdobyli Kraków, następnie na rzecz wojska rosyjskiego i przede wszystkim na potrzeby insurekcji kościuszkowskiej. Z drugiej strony w okresie baroku skarbiec otrzymał z rąk biskupów i kanoników kolejne paramenty i argenteria. Na pamiątkę zwycięstwa pod Wiedniem w 1683 roku Jan III Sobieski ofiarował katedrze strzemię wielkiego wezyra Kara Mustafy. 
Już w czasie zaborów, bo w 1807, miał miejsce kolejny uszczerbek - tym razem w ramach akcji tzw. puncerunku, czyli ograbienia poddanych i Kościoła przez austriackiego cesarza Franciszka II Habsburga. W wyniku nałożonych ogromnych opłat i niemożności ich wypłacenia w gotówce galicyjscy poddani i ta część polskiego Kościoła musieli oddać zdecydowaną większość przedmiotów ze złota i srebra. W XIX wieku Skarbiec wzbogacił się o liczne insygnia i ozdoby wyjęte z niektórych grobów królewskich i biskupich, liczne wota oraz pamiątki historyczne i poświadczające walkę o niepodległość. Druga połowa XIX wieku przyniosła istotne zmiany: wnętrze otrzymało neorenesansowe i neobarokowe umeblowanie, złożone m.in. z szaf, przeszklonych gablot, stołów i siedzisk dla kapituły. Postanowiono udostępnić przestrzeń skarbca dla zwiedzających i pielgrzymów, podjęto pierwsze badania nad dziełami tam zgromadzonymi. Proboszcz i kustosz katedry Ignacy Polkowski wydał w 1882 pierwszy przewodnik po skarbcu. W 1901 sklepienie pokryto polichromią według projektów Józefa Mehoffera. Okupacja hitlerowska przyczyniła się do rozproszenia lub rabunku zbiorów, które oprócz kielicha daru Zygmunta III Wazy powróciły na Wawel. Obok skarbca klasztoru jasnogórskiego i katedry gnieźnieńskiej obecny skarbiec katedralny należy do najbogatszych zbiorów kościelnych w Polsce. W 1978 jeszcze przed konklawe kardynał Karol Wojtyła założył w dawnym domu mansjonarzy Muzeum Katedralne, w którym znalazła się część zbiorów ze skarbca.

## Zbiory

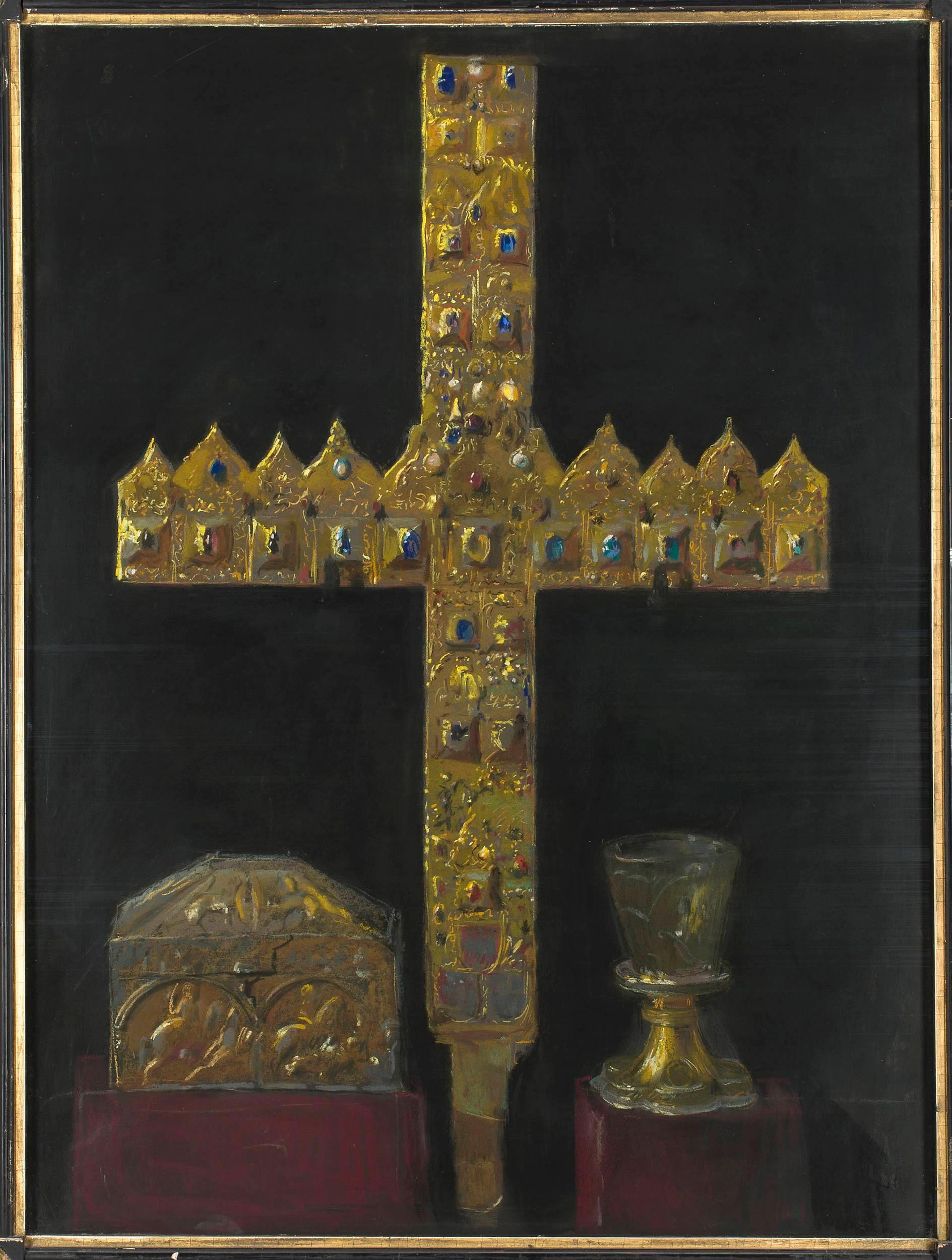
Krzyż relikwiarzowy z XIII-wiecznych diademów książęcych na pastelu Leona Wyczółkowskiego z cyklu Skarbiec wawelski

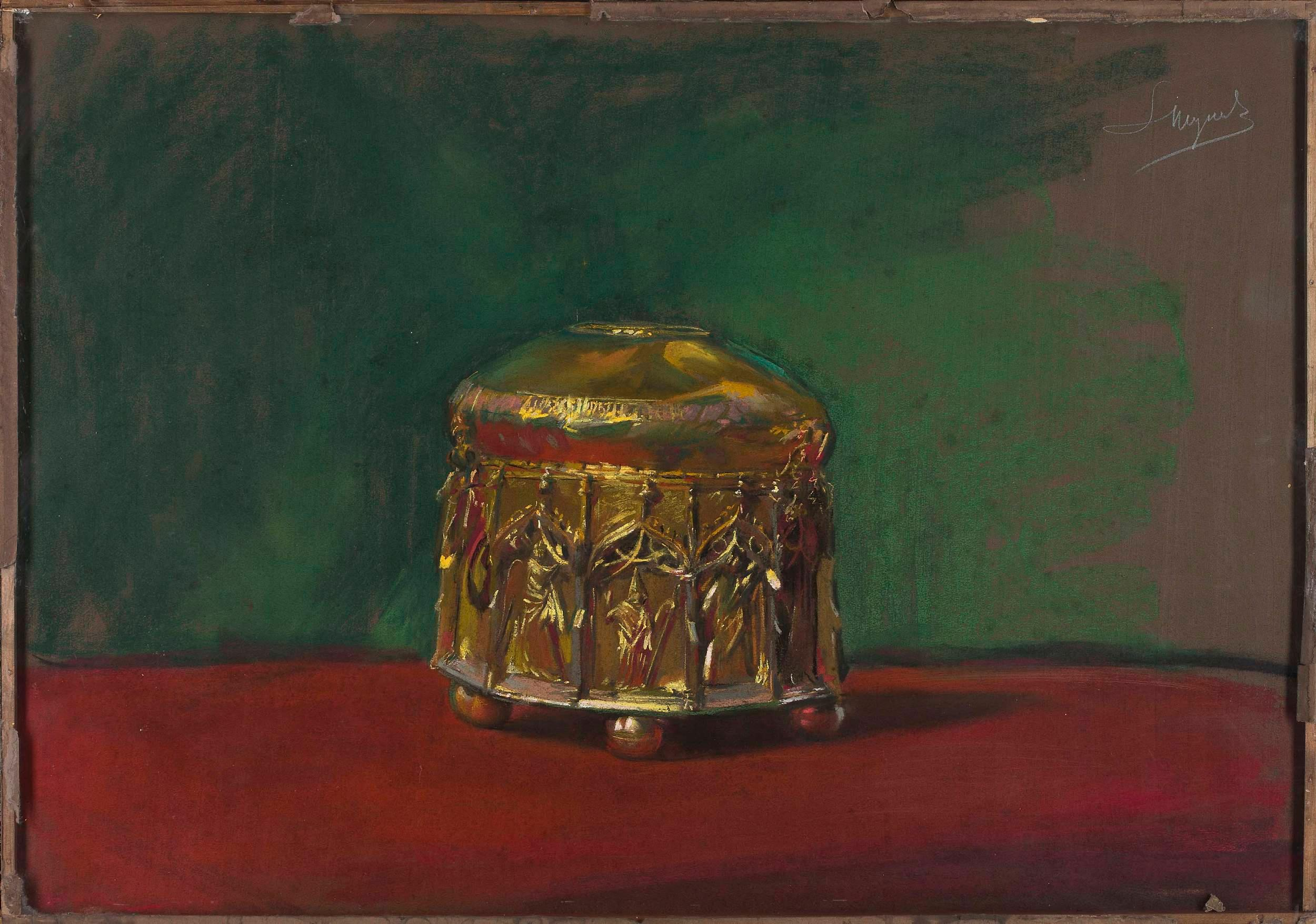
Relikwiarz św. Floriana fundacji Zofii Holszańskiej, pastel Wyczółkowskiego

Do najcenniejszych paramentów przechowywanych w skarbcu należą dwie złote korony z połowy XIII wieku, zapewne książęce, przerobione za pontyfikatu biskupa Jana Rzeszowskiego na krzyż relikwiarzowy. Na jednej z nich, wśród bogatej dekoracji z filigranu, krogulców, gałązek, rozmieszczono lane figurki i sceny ukazujące wątki o Ereku i Enidzie pióra Chrétien de Troyes wedle wersji Hartmanna de Aue. Zespół gotyckich zabytków tworzą m.in. korona z hełmem (znalezione w Sandomierzu w 1910 i wiązane z królem Kazimierzem Wielkim) oraz jałmużniczka i skrzyneczka z kości słoniowej z przedstawieniami wątków dworskich (oba wyrobu francuskiego). Najstarszą pamiątką łączoną ze św. Stanisławem ze Szczepanowa jest infuła z XII wieku, w typie mitra pretiosa ze względu na liczne złocone i kameryzowane aplikacje, zapewne sprawiona z okazji kanonizacji męczennika w 1226 roku. Kult św. Stanisława poświadczają kolejne zabytki, darowane głównie przez żony władców: relikwiarz na głowę z daru Zofii Holszańskiej, powstały po 1424 (obecnie znany jako relikwiarz św. Floriana) oraz złoty relikwiarz na głowę z daru Elżbiety Rakuszanki, dzieło Marcina Marcińca z 1504. To drugie nakrycie zdobią liczne kamienie szlachetne (w tym wielkie szafiry) i perły, zaś jego boki odlewane sceny z żywota świętego Stanisława: "Kupno wsi", "Wskrzeszenie rycerza Piotra", "Świadczenie przed królem", "Zabójstwo świętego", "Rozsiekanie zwłok męczennika", "Strzeżenie ciała przez orły", "Pogrzeb" i "Kanonizacja w Asyżu". Podobne treści zdobią pretekstę wykonanego w 1505 ornatu, daru Piotra Kmity. Do cennych pamiątek i darów biskupich z XVI wieku należy późnogotycka infuła biskupa Tomasza Strzępińskiego, renesansowy relikwiarz na rękę św. Stanisława i kielich po biskupie Samuelu Maciejowskim. Z pierwotnego bogatego wyposażenia kaplicy Zygmuntowskiej pochodzi m.in. złoty relikwiarz św. Zygmunta z fundacji Zygmunta I Starego, dzieło złotników norymberskich, ponadto brązowy świecznik, altembasy: tkane antependia, ornaty daru Zygmunta Augusta i Anny Jagiellonki, nadto szerzynka daru Anny Jagiellonki oraz predella ołtarza kaplicowego. Spośród dzieł barokowych m.in. infuły Andrzeja Lipskiego i Andrzeja Załuskiego, relikwiarz Gwoździa Chrystusowego, pastorał po biskupie Janie Małachowskim, monstrancja z daru biskupa Stanisława Dąbskiego, kapa biskupa Andrzeja Trzebickiego sprawiona na koronację Michała Korybuta Wiśniowieckiego.  
Wiele paramentów liturgicznych i pamiątek historycznych, gromadzonych przez wieki w skarbcu, przeniesione zostało do Muzeum Katedralnego na Wawelu. Znajdują się tam między innymi:
- Włócznia świętego Maurycego
- Złota róża z daru królowej Marii Józefy
- przedmioty znalezione w grobie biskupa Maura
- Skrzyneczka z kości słoniowej
- przedmioty wyjęte z sarkofagów królewskich
- racjonał biskupów krakowskich
- pamiątki po Janie Pawle II

Niektóre z przedmiotów znajdujących się w skarbcu katedralnym namalował Leon Wyczółkowski, tworząc w 1907 roku cykl pasteli Skarbiec wawelski.